# Coupesarte
Coupesarte est une ancienne commune française du département du Calvados, dans la région Normandie, en France, peuplée de 42 habitants
Le 1er janvier 2017, elle prend le statut administratif de commune déléguée au sein de la nouvelle commune de Mézidon Vallée d'Auge de statut administratif commune nouvelle.

## Géographie
| Saint-Julien-le-Faucon | Lessard-et-le-Chêne | Lessard-et-le-Chêne                                                    |
| Vieux-Pont-en-Auge     | Coupesarte          | Lessard-et-le-Chêne, Livarot-Pays-d'Auge (comm. dél. du Mesnil-Durand) |
| Castillon-en-Auge      | Castillon-en-Auge   | Livarot-Pays-d'Auge (comm. dél. de Saint-Martin-du-Mesnil-Oury)        |

## Toponymie
Le nom de la localité est attesté sous les formes Courbe Essart en 1198, Sanctus Cyricus de Corbe Sarte, Curva Sarta en 1262, Curva Serta en 1571, Courbe Sartre 1579, Couppesard et Coupessard en 1585, Coupe Sarte en 1690, Coupsartre en 1729, Couppesertre en 1778.
De la langue d'oïl, l'adjectif courbe et essart : « terre défrichée en arc de cercle ».

## Politique et administration

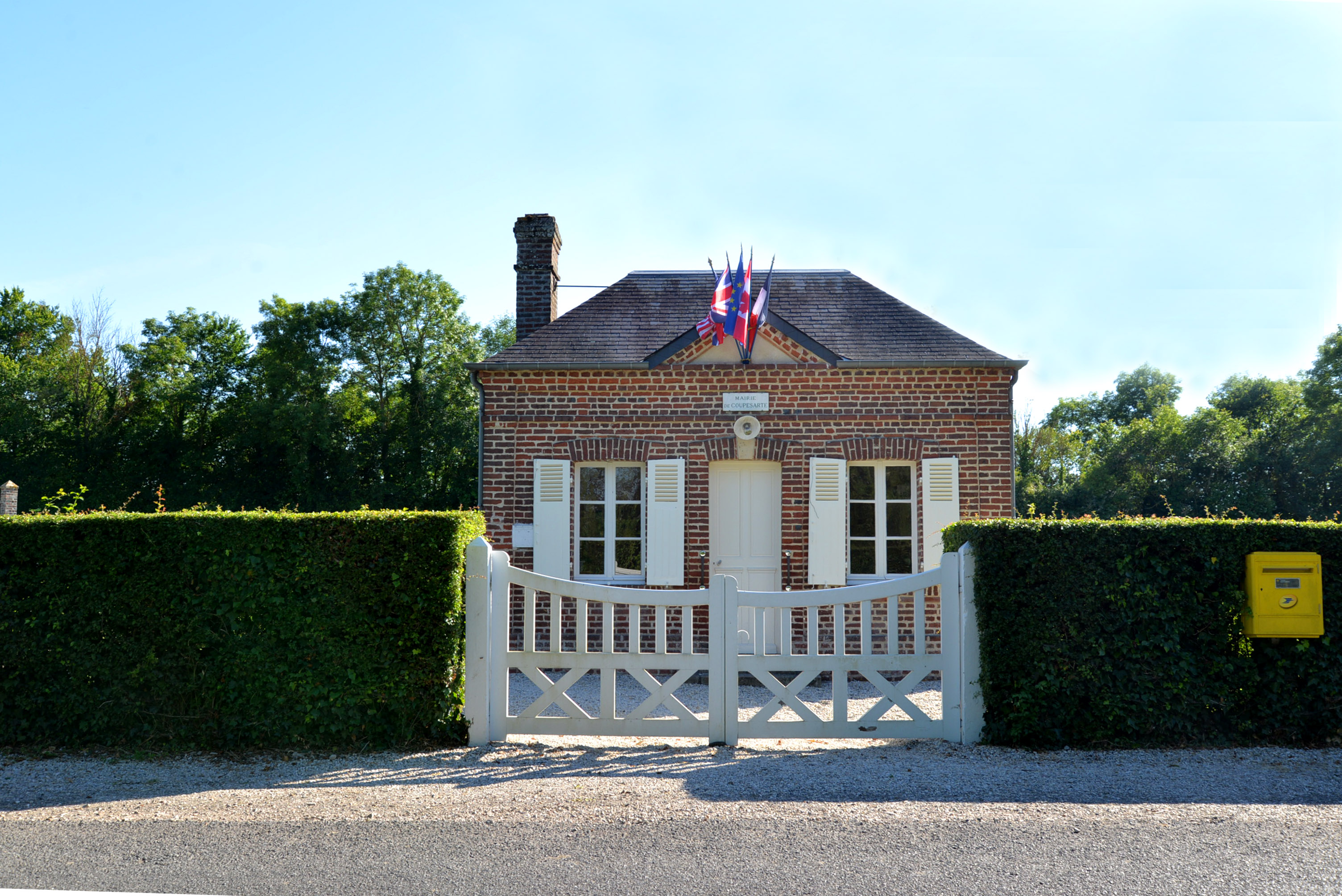
La mairie.

### Liste des maires
| Période                                  | Période       | Identité               | Étiquette | Qualité                                 |
| ---------------------------------------- | ------------- | ---------------------- | --------- | --------------------------------------- |
| Les données manquantes sont à compléter. |               |                        |           |                                         |
| 1977                                     | mars 2001     | Bernard Michel         | SE        | Agriculteur                             |
| mars 2001                                | mars 2014     | Marie-Paule Le Boucher | SE        | Secrétaire, fille du précédent          |
| mars 2014                                | décembre 2016 | Bruno Le Boucher       | SE        | Cadre commercial, mari de la précédente |

Le conseil municipal était composé de sept membres dont le maire et un adjoint.

### Liste des maires de la commune déléguée
| Période      | Période  | Identité         | Étiquette | Qualité          |
| ------------ | -------- | ---------------- | --------- | ---------------- |
| janvier 2017 | En cours | Bruno Le Boucher | SE        | Cadre commercial |

## Population et société

### Démographie
En 2021, la commune comptait 42 habitants. Depuis 2004, les enquêtes de recensement dans les communes de moins de 10 000 habitants ont lieu tous les cinq ans (en 2004, 2009, 2014, etc. pour Coupesarte) et les chiffres de population municipale légale des autres années sont des estimations.
Coupesarte était la commune la moins peuplée du canton de Mézidon-Canon. Elle a compté jusqu'à 141 habitants en 1806.
| 1793 | 1800 | 1806 | 1821 | 1831 | 1836 | 1841 | 1846 | 1851 |
| ---- | ---- | ---- | ---- | ---- | ---- | ---- | ---- | ---- |
| 119  | 122  | 141  | 102  | 114  | 104  | 102  | 114  | 103  |

| 1856 | 1861 | 1866 | 1872 | 1876 | 1881 | 1886 | 1891 | 1896 |
| ---- | ---- | ---- | ---- | ---- | ---- | ---- | ---- | ---- |
| 105  | 105  | 93   | 103  | 96   | 136  | 118  | 111  | 108  |

| 1901 | 1906 | 1911 | 1921 | 1926 | 1931 | 1936 | 1946 | 1954 |
| ---- | ---- | ---- | ---- | ---- | ---- | ---- | ---- | ---- |
| 97   | 91   | 98   | 104  | 117  | 99   | 106  | 84   | 81   |

| 1962 | 1968 | 1975 | 1982 | 1990 | 1999 | 2004 | 2009 | 2014 |
| ---- | ---- | ---- | ---- | ---- | ---- | ---- | ---- | ---- |
| 72   | 71   | 55   | 48   | 51   | 49   | 48   | 39   | 37   |

| 2018 | - | - | - | - | - | - | - | - |
| ---- | - | - | - | - | - | - | - | - |
| 42   | - | - | - | - | - | - | - | - |

## Économie
L'activité économique de la commune est principalement agraire. On y trouve plusieurs exploitations agricoles ainsi que deux haras. Le haras de la Barbotière se consacre à l'élevage et à l'entrainement de trotteurs tandis que le haras du Lieu des Champs se consacre à l'élevage et à la consignation de pur-sang.
La commune compte également plusieurs gîtes touristiques situés près du manoir.

## Culture locale et patrimoine

### Lieux et monuments
- Église Saint-Cyr (XIIIe siècle) abritant retables, autels et tableaux classés à titre d'objets aux monuments historiques[17].
- Manoir de Coupesarte du XVIe siècle classé aux monuments historiques[18].

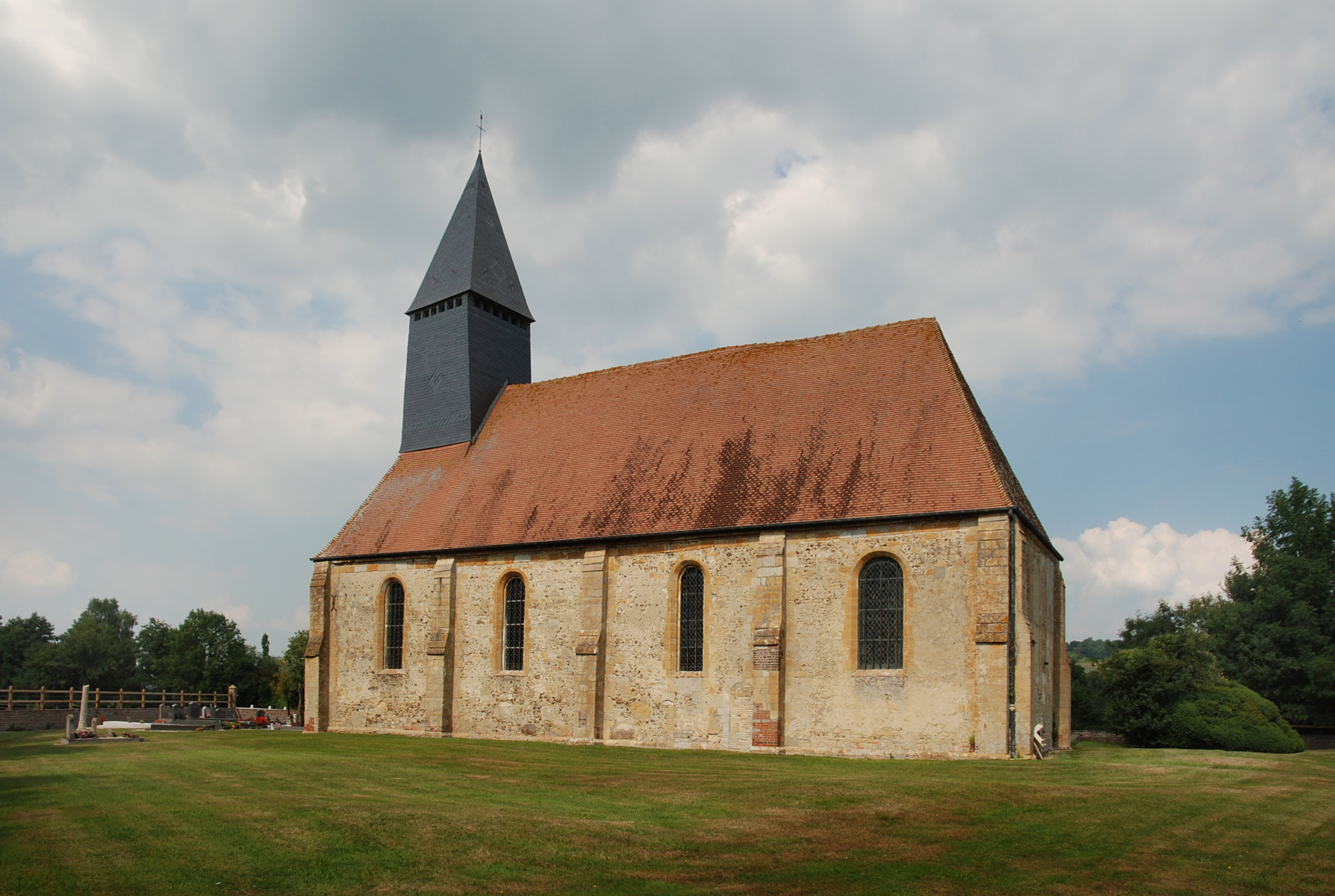
L’église Saint-Cyr.
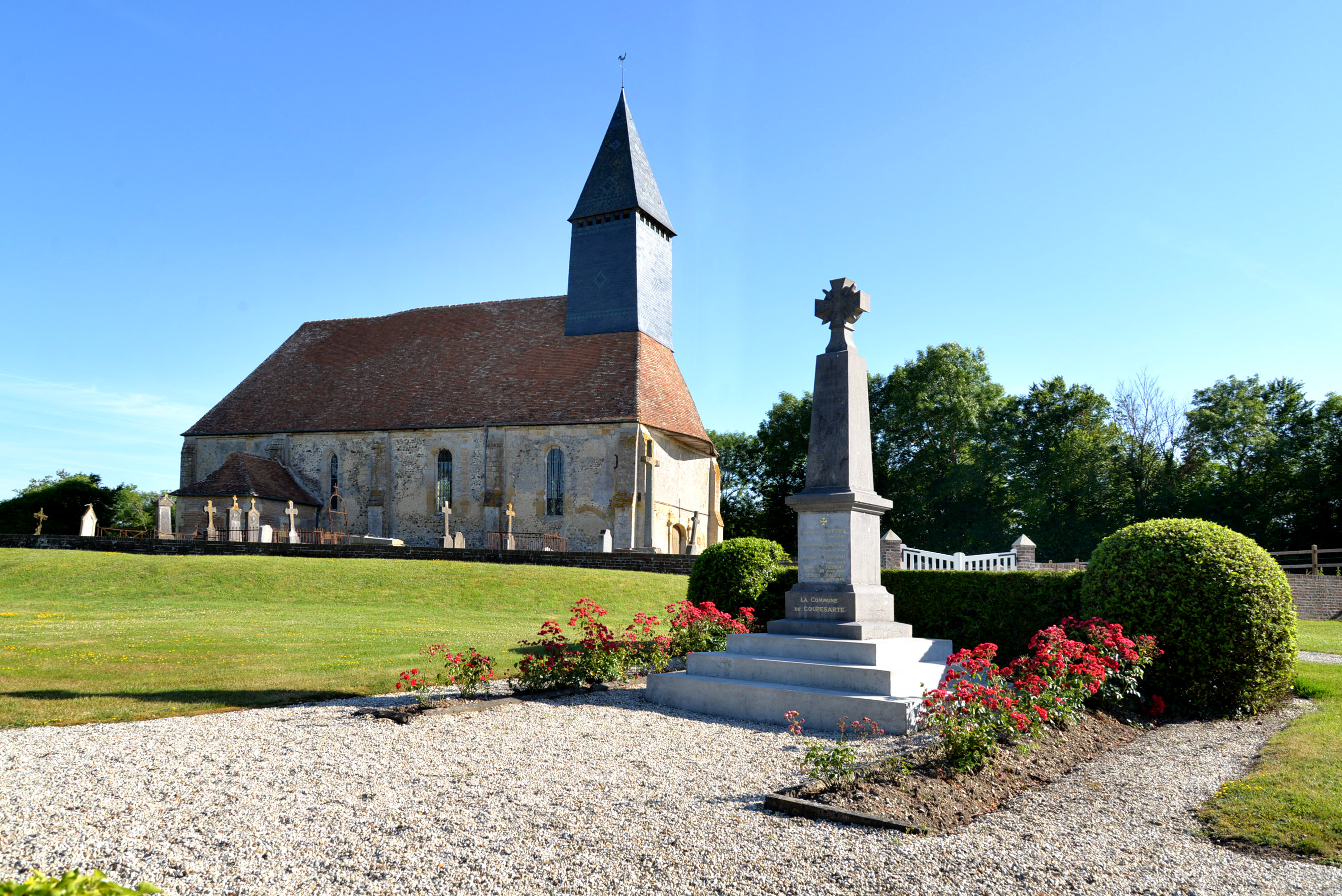
Le monument aux Morts et l'église Saint-Cyr.
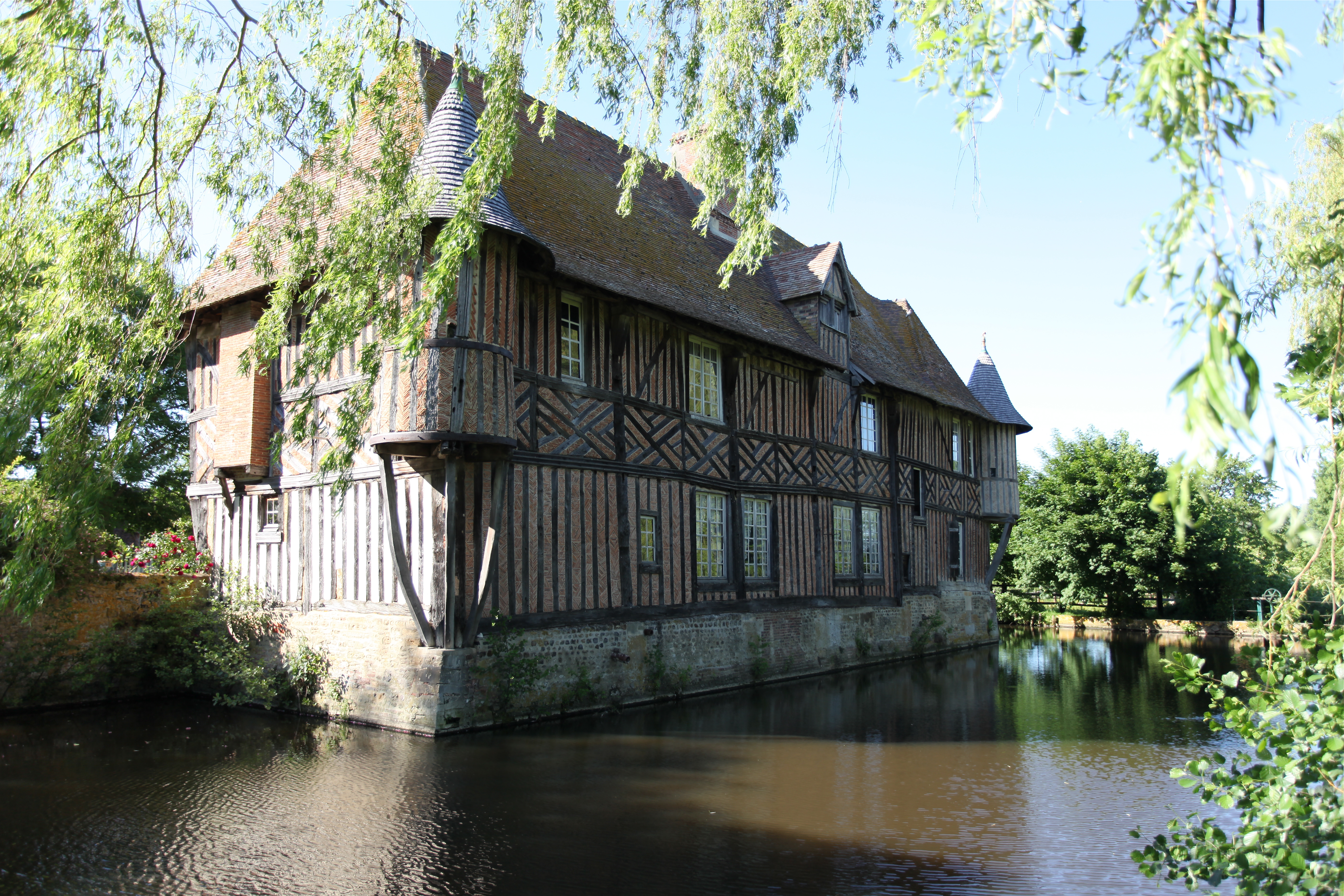
Le manoir, angle sud.
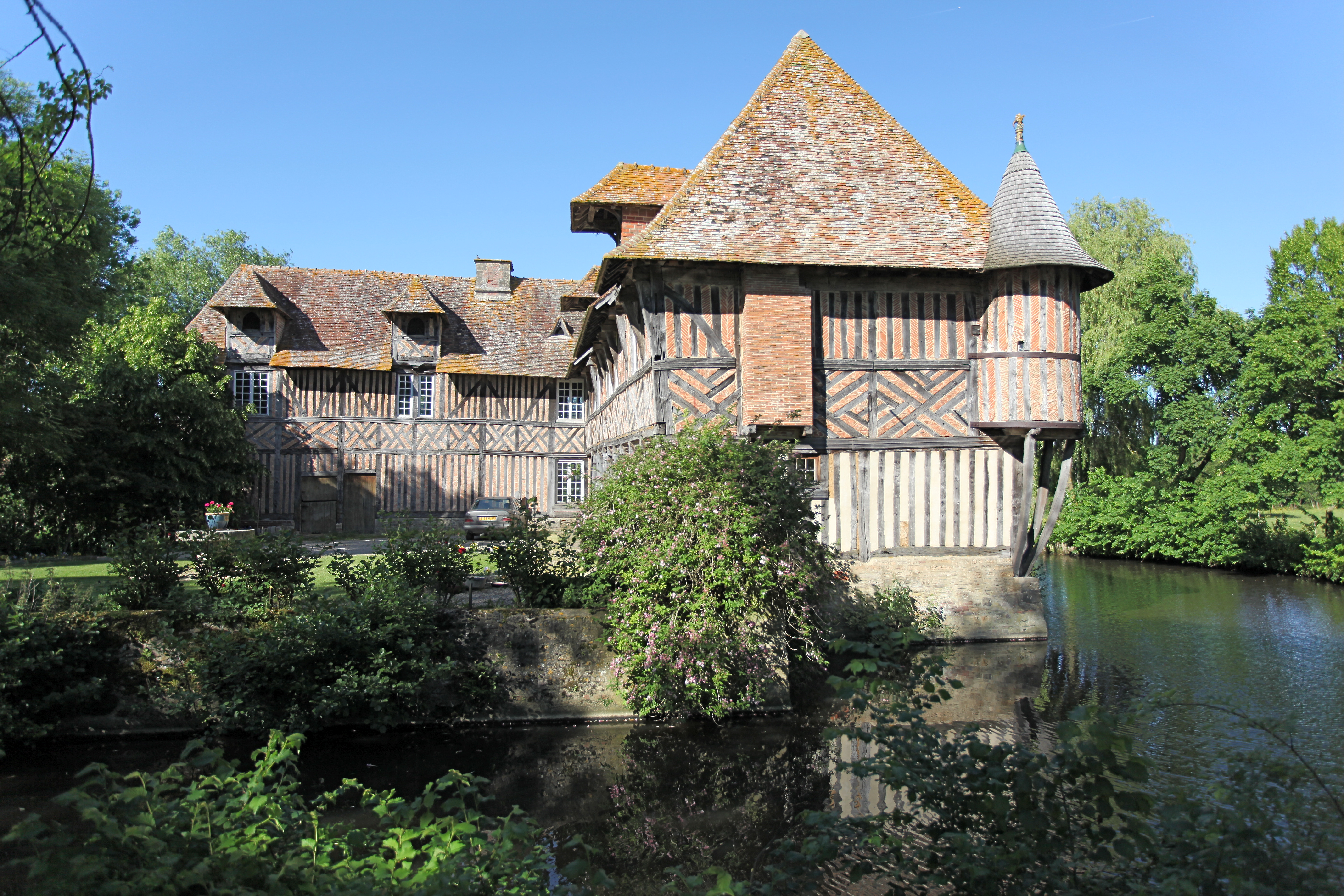
Le manoir, façades sud-ouest.
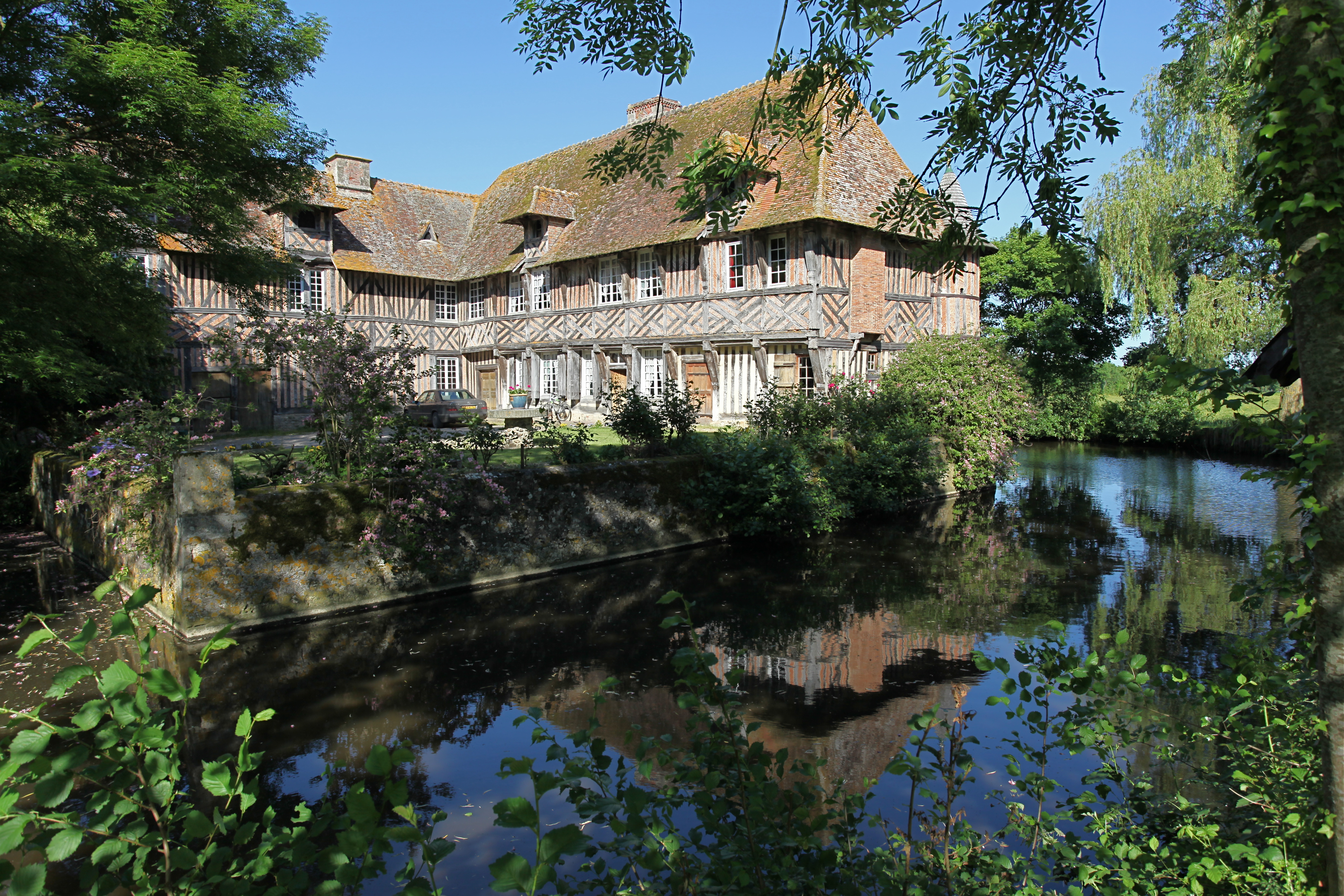
Le manoir, angle ouest.

Cartes postales anciennes
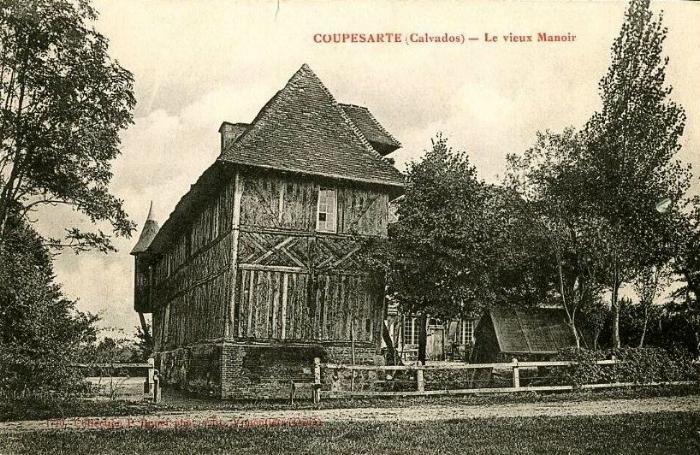
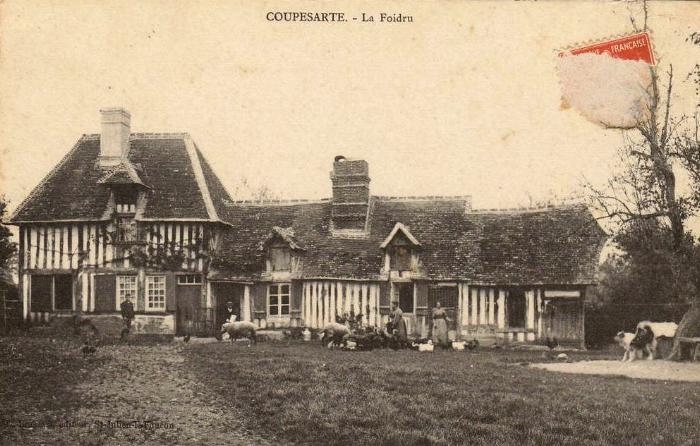
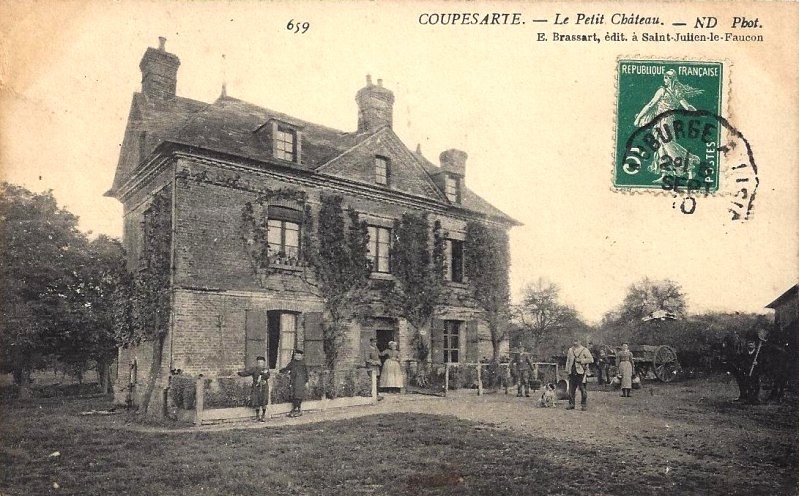
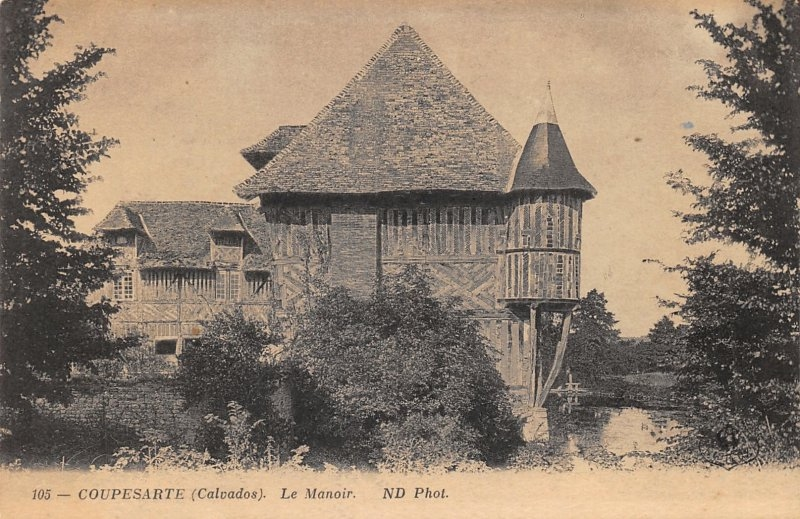
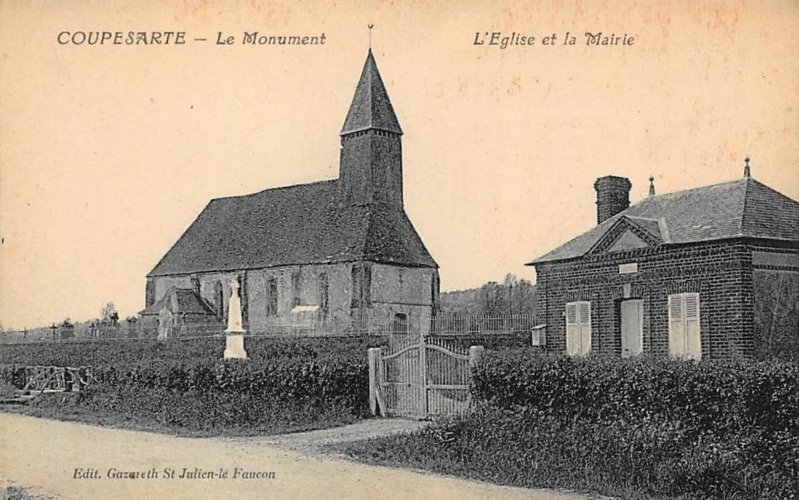